# Olimpia
Olimpia (AFI: /oˈlimpja/; in greco Ολυμπία?, Olympía) è l'antica città della Grecia che ricade all'interno del comune di Archea Olympia, sede dell'amministrazione e dello svolgimento dei giochi "olimpici" ma anche luogo di culto di grande importanza, come testimoniano i resti di antichi templi, teatri, monumenti e statue, venuti alla luce dopo gli scavi effettuati nella zona dove la città originariamente sorgeva.

## Storia

### Leggende
Questo luogo è legato a diversi miti, come ad esempio quello relativo ai due fiumi che la attraversano il Cladeo e l'Alfeo. Questo fiume in particolare è legato al mito di Aretusa e forse per questa ragione Strabone afferma:
(Strabone, 6, 2, 4.)

### Storia antica
Olimpia era incastonata in una valle situata lungo il corso del fiume Alfeo, nell'Elide (Peloponneso nord-occidentale), presso la località di Pisa. 
Le frequentazioni del sito di Olimpia risalgono alla parte finale del neolitico ossia tra il 4300 e il 3100 a.C. nella zona nord dello stadio. Sono stati inoltre scoperti insediamenti di epoche successive in altre parti del sito di Olimpia come ad esempio sotto l'edificio del nuovo museo. Destano poi interesse i legami con la cultura di Cetina grazie a dei reperti che la ricollegano alle zone della Dalmazia, ma non sono esclusi legami con le altre località della medesima cultura (sud Italia, Sicilia e Malta).
La città possedeva molti edifici, alcuni dei quali venivano usati come dimora dagli atleti che partecipavano ai giochi, detti appunto olimpici, che si svolgevano ogni quattro anni in onore di Zeus.
In questo luogo venne compilato per la prima volta nel 776 a.C. un elenco di vincitori: è possibile da ciò desumere che si trattasse dell'esito delle prime Olimpiadi storicamente accertate.
La città fu oggetto di contesa tra le potenze vicine, infatti chiunque la controllava aveva la possibilità di dirigere i giochi olimpici, i più importanti della storia greca, che avrebbero accresciuto la potenza e l'influenza della città egemone. Inizialmente controllata da Elea, fu poi conquistata da Pisa grazie all'aiuto del re di Argo Fidone.
Inoltre, a differenza delle altre città sedi di santuari panellenici, che quindi tecnicamente erano neutrali e condivise dal mondo greco, non disponeva di un'anfizionia forte come quella di Delfi per cui le lotte per il controllo non erano mantenute da alcuna confederazione come nelle guerre sacre.
Sotto i romani, Olimpia fu tra le città greche che continuarono a prosperare, i giochi olimpici vennero aperti anche ai cittadini romani e le autorità di Roma si impegnarono a ricostruire gli imponenti edifici della città.

### La riscoperta di Olimpia
Fu nel 1776 quando l'archeologo inglese Richard Chandler, con la sua spedizione Society of dilettanti, per primo portò alla luce le rovine dell'antica Olimpia.

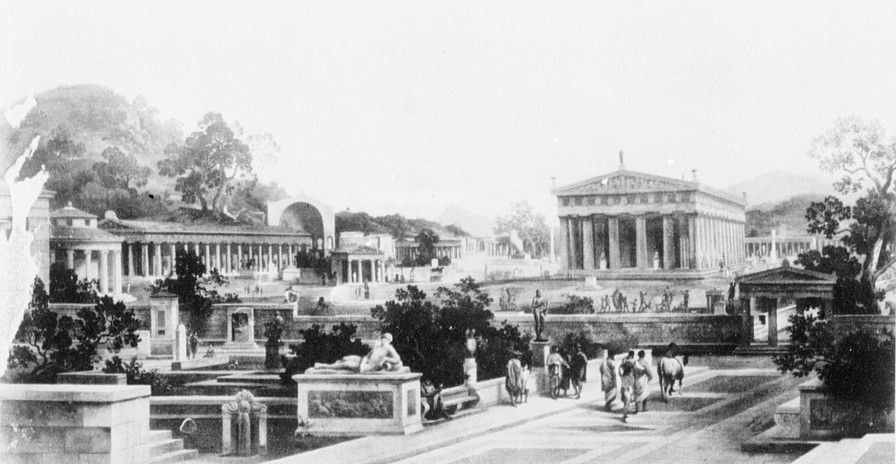
Ricostruzione dell'Altis (Heinrich Gärtner, XIX secolo)

I primi scavi effettuati nella città di Olimpia vennero eseguiti da un gruppo di archeologi francesi in occasione della Expédition scientifique de Morée nel 1829, seguiti poi da un gruppo di tedeschi tra il 1875 ed il 1881, i quali evidenziarono l'esistenza delle piante di molti edifici. Durante gli scavi successivi vennero poi riportate alla luce – oltre alla famosa statua di Ermes col piccolo Dioniso, opera dello scultore Prassitele – diverse altre statue, altari, oggetti votivi in bronzo e in marmo.

## I giochi olimpici
I giochi olimpici, in onore di Zeus, furono la più importante celebrazione sportiva parte dei giochi panellenici (competizioni sacre a cui partecipavano tutti i greci e che fermavano addirittura la guerra) assieme ai giochi pitici a Delfi in onore di Apollo, i giochi nemei a Nemea in onore di Eracle e i giochi istmici a Corinto in onore di Poseidone (in seguito anche i giochi tolemaici ed aziaci in onore di Tolomeo ed Augusto).
Le origini dei giochi si perdono nella notte dei tempi, ed esistono più tradizioni sulla loro istituzione: Pausania narra la storia dei Dattili, i quali si sarebbero affrontati in competizioni sportive per intrattenere il neonato Zeus; Pindaro attribuisce la fondazione ad Eracle, che voleva onorare il padre dopo aver completato le 12 fatiche, mentre la tradizione più diffusa è quella della gara di corsa tra Pelope ed Enomao, quest'ultimo infatti traeva in trappola chiunque cercava di prendere come sposa sua figlia Ippodamia uccidendoli in una corsa coi carri. Enomao venne però ingannato da Pelope e cadde dal suo carro morendo. I giochi olimpici sarebbero quindi una forma di giochi funebri.
Il geografo ellenistico Eratostene, che fu in grado di calcolare la circonferenza del nostro pianeta, creò il "sistema delle Olimpiadi" come sistema di cronologia fissa per i greci. Le Olimpiadi erano una festa sportivo-religiosa dove vedeva uniti tutti i greci e faceva cessare tutte le guerre in Grecia durante il suo svolgimento. Eratostene fissa la prima data delle Olimpiadi nel 776 a.C.
Le olimpiadi continuarono ad essere organizzate ogni 4 anni ininterrottamente dall'VIII secolo a.C. fino al III secolo d.C. quando le informazioni sulle competizioni iniziano ad essere più scarse, il sito di Olimpia infatti divenne non più agibile a causa di calamità naturali come terremoti e maremoti, oltre che incursioni barbariche, alla fine i giochi vennero messi al bando dall'imperatore Teodosio, che infatti sostituì le tradizioni pagane con quelle cristiane.
Le olimpiadi vennero riportate nel 1896 dal barone Pierre de Coubertin, anche se in forma notevolmente differente, e sono ancora oggi organizzate, segnando la loro importanza.

### La fiamma olimpica

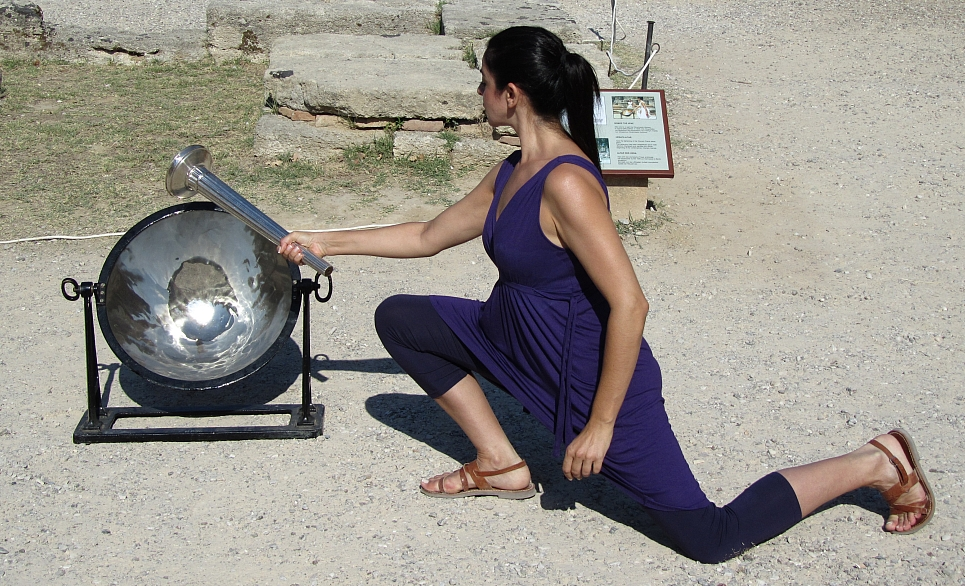
La cerimonia dell'accensione della torcia

Olimpia è anche il luogo in cui, prima di ogni edizione delle Olimpiadi estive e invernali, avviene la cerimonia di accensione della fiamma olimpica, che verrà trasportata nella città ospitante i Giochi attraverso una staffetta di tedofori che percorre le strade del Paese ospitante.
L’accensione, che avviene davanti alle rovine del tempio di Era, viene effettuata da un'attrice che interpreta la parte della sacerdotessa, la quale utilizza una parabola (nota agli antichi greci come Skaphia) per concentrare i raggi del sole e accendere la torcia.
Ancora oggi l'inizio delle Olimpiadi moderne si svolge simbolicamente a Olimpia, con la cerimonia di accensione del fuoco sacro da parte di alcune "sacerdotesse". Il fuoco viene trasmesso con fiaccole, che saranno portate da atleti in staffetta fino alla sede scelta per lo svolgimento dei giochi. Durante i Giochi della XXVIII Olimpiade, l'antico stadio fu usato per le gare di getto del peso.

## Sito archeologico

1: Propilei a Nord-Est 2: Pritaneo 3: Philippeion 4: Heraion 5: Pelopion 6: Ninfeo di Erode Attico 7: Metroon 8: Terrazza dei Tesori 9: Portico nascosto 10: Stadio 11: Echo Stoà 12: Edificio di Tolomeo II e Arsinoe II 13: Stoà di Estia 14: Edificio ellenistico 15: Tempio di Zeus 16: Altare di Zeus 17: Ex-voto di Acaia 18: Ex-voto di Mikythos 19: Nike di Peonio di Mende 20: Ginnasio 21: Palestra 22: Theokoleon 23: Heroon 24: Officina di Fidia e basilica paleocristiana 25: Terme del Cladeo 26: Bagni greci 27 e 28: Ostelli 29: Leonidaion 30: Bagni a Sud 31: Bouleuterion 32: Stoà a Sud 33: Villa di Nerone
Thēsauròi: I: Sicione II: Siracusa III: Epidamno(?) IV: Bisanzio(?) V: Sybaris(?) VI: Cirene(?) VII: Non identificato VIII: Altare? IX: Selinunte X: Metapontum XI: Megara XII: Gela

Olimpia comprendeva un recinto sacro, l'Altis, della lunghezza di 200 m e della larghezza di 177 m, situato in posizione sopraelevata rispetto alle altre costruzioni e al cui interno sorgevano i più importanti monumenti di culto e gli edifici adibiti all'amministrazione dei giochi.
Sul lato sinistro dell'Altis, ovvero verso la parte orientale, erano situati lo stadio e l'ippodromo, mentre sul lato destro, cioè verso occidente, vi erano la palestra e il ginnasio al cui interno gli atleti che volevano partecipare ai giochi dovevano allenarsi almeno un mese prima dell'inizio delle gare.
Il più famoso tempio di Olimpia era quello eretto in onore di Zeus: internamente vi si trovava la gigantesca statua del dio realizzata in oro e avorio da Fidia nel 430 a.C. e inserita fra le sette meraviglie del mondo, oltre alle statue di bronzo raffiguranti Anfitrite, Poseidone ed Estia, donate da Micito ed eseguite da Glauco di Argo.
L'Heraion era invece il tempio dedicato alla dea greca Era (Giunone per la mitologia romana, la regina degli dei), uno dei più antichi edifici dorici di cui oggi si possono ancora ammirare i resti e al cui interno venivano custodite le corone di alloro riservate ai vincitori dei giochi.
Una delle vie principali di Olimpia era fiancheggiata da dodici thesauroi, i templi votivi al cui interno venivano custoditi i tesori delle città che partecipavano ai giochi; vi era inoltre un edificio circolare, il Philippeion, fatto erigere dopo il 338 a.C. da Filippo II re di Macedonia.

## Galleria d'immagini

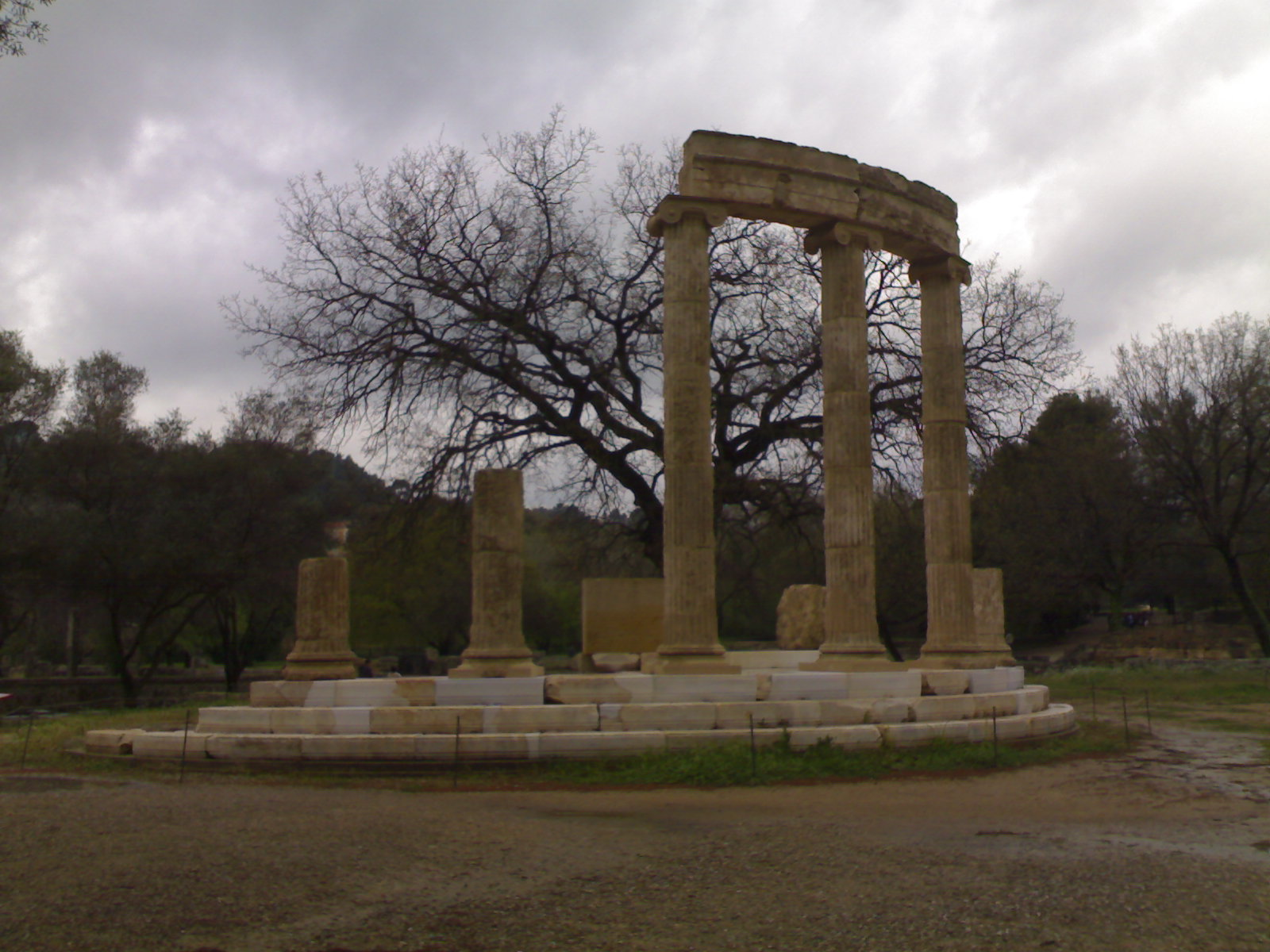
Tempietto a Olimpia (Philippeion)
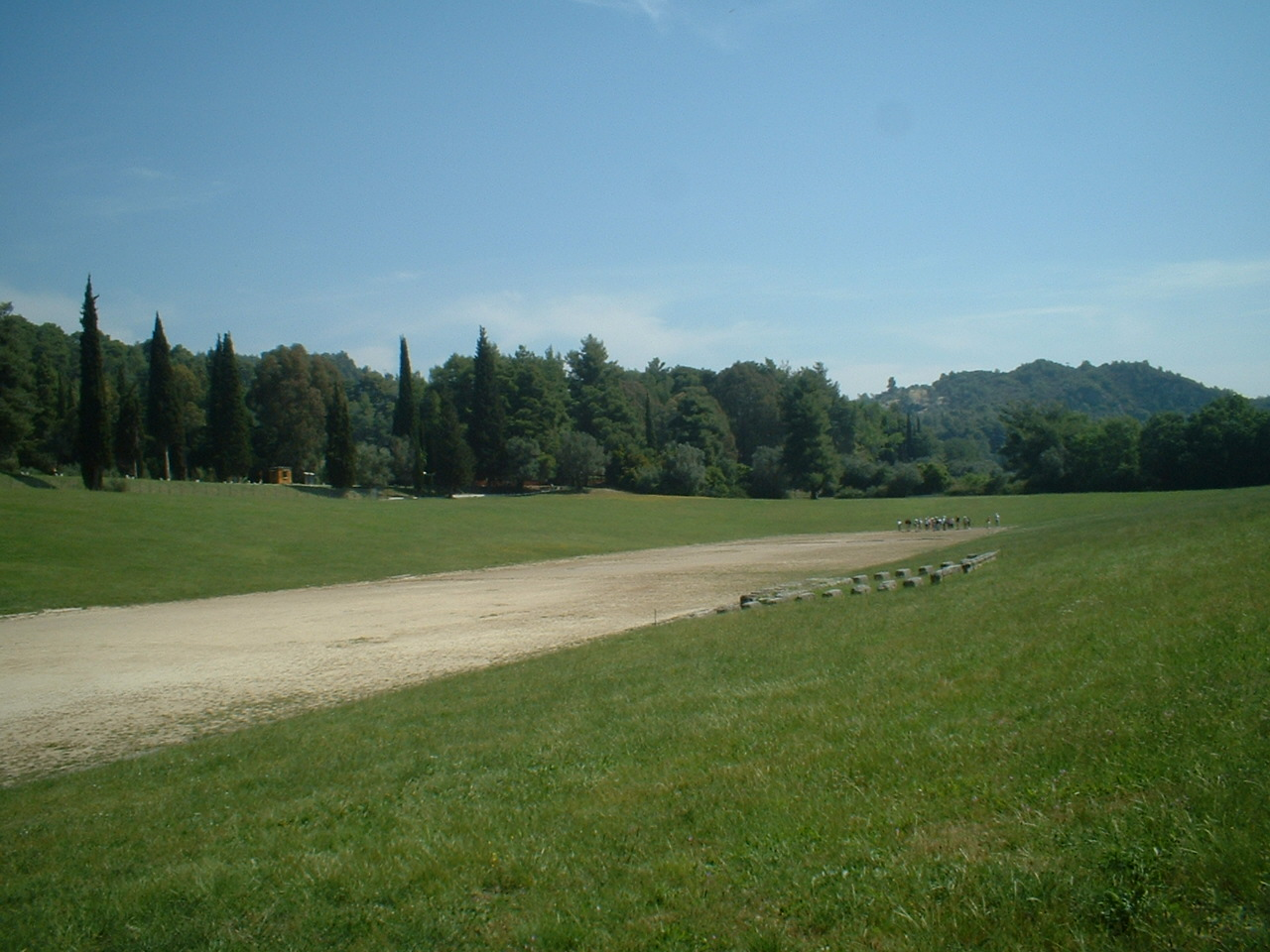
Stadio di Olimpia
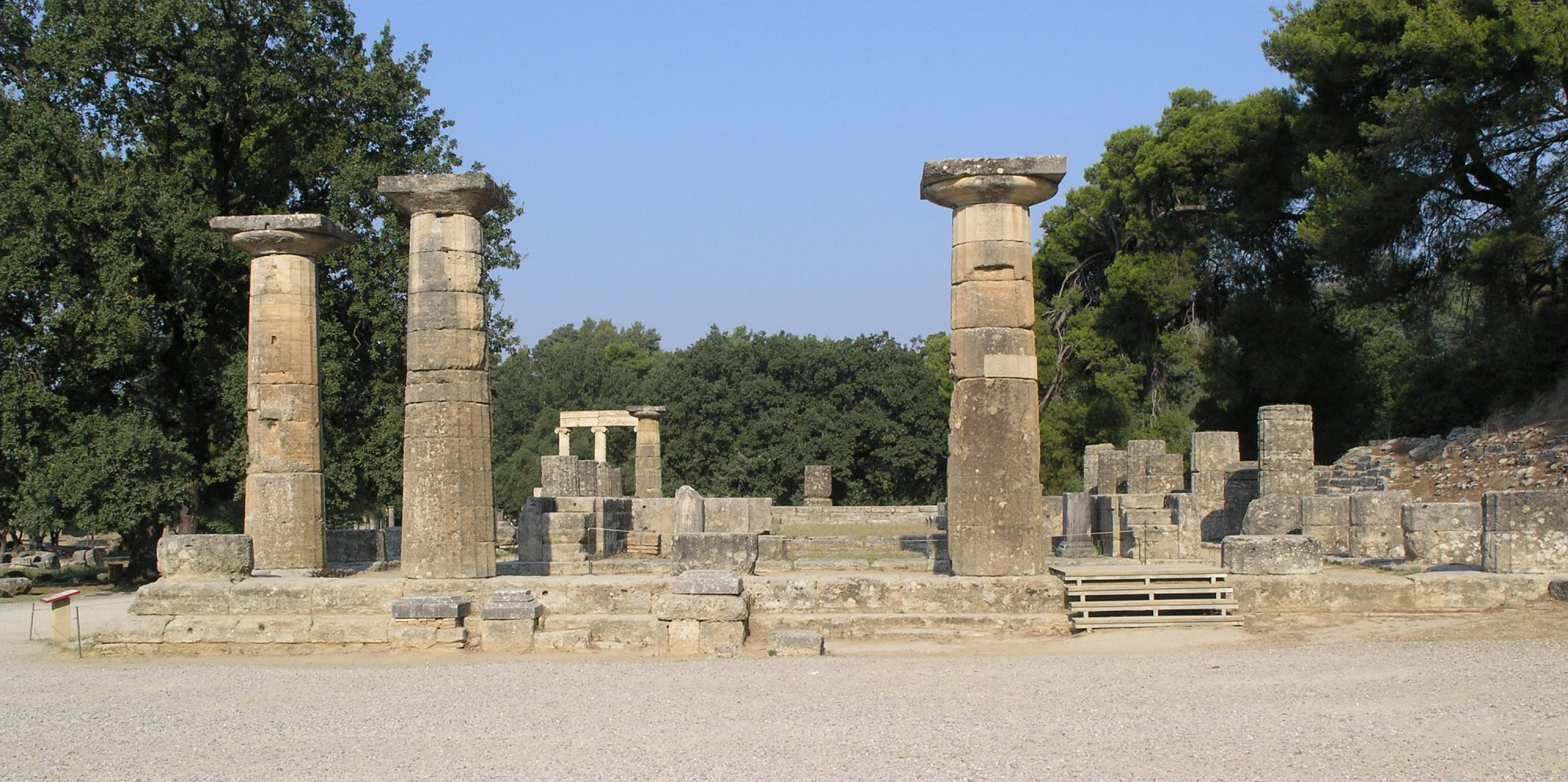
I resti del tempio di Hera
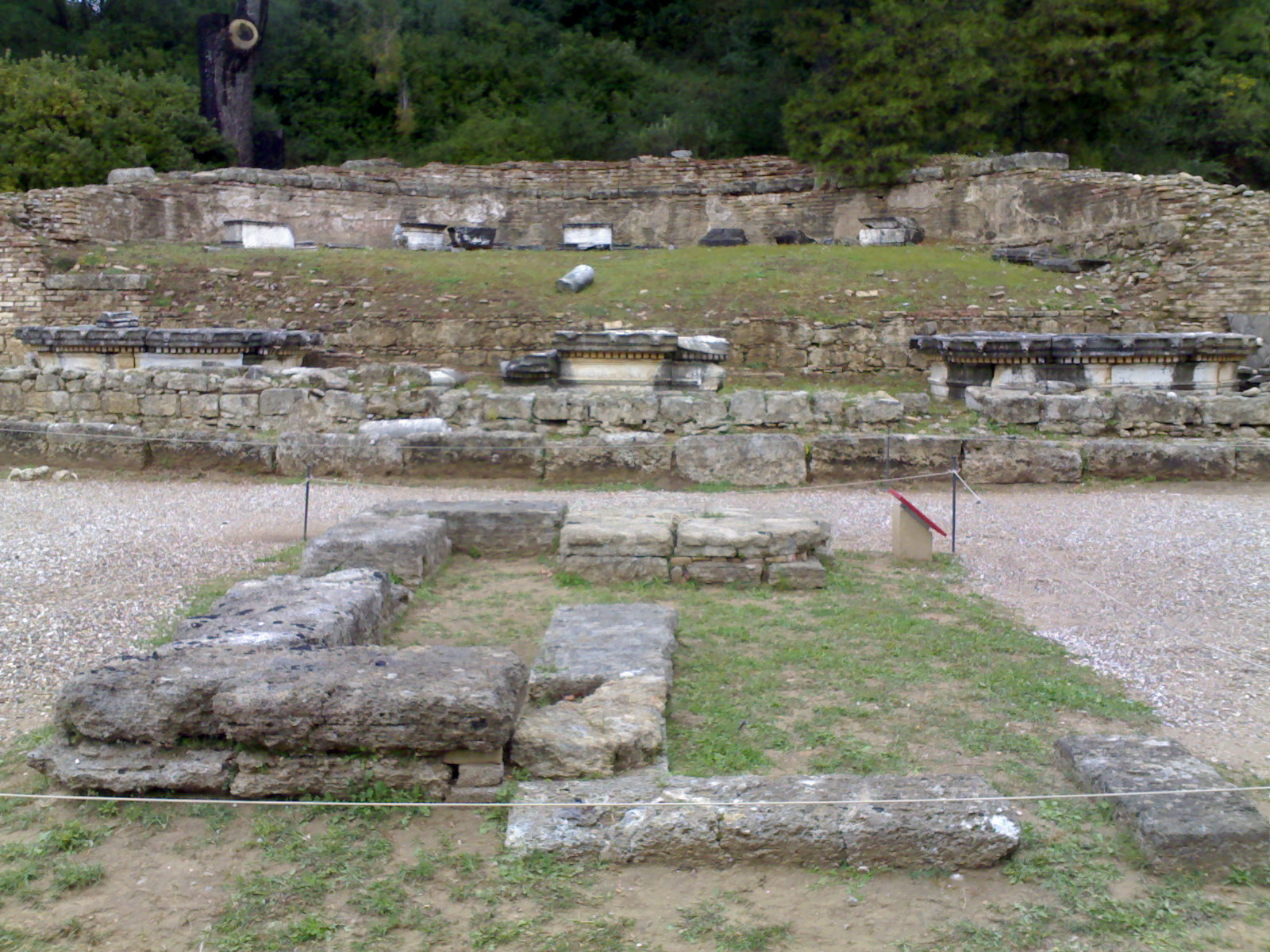
Antico braciere olimpico
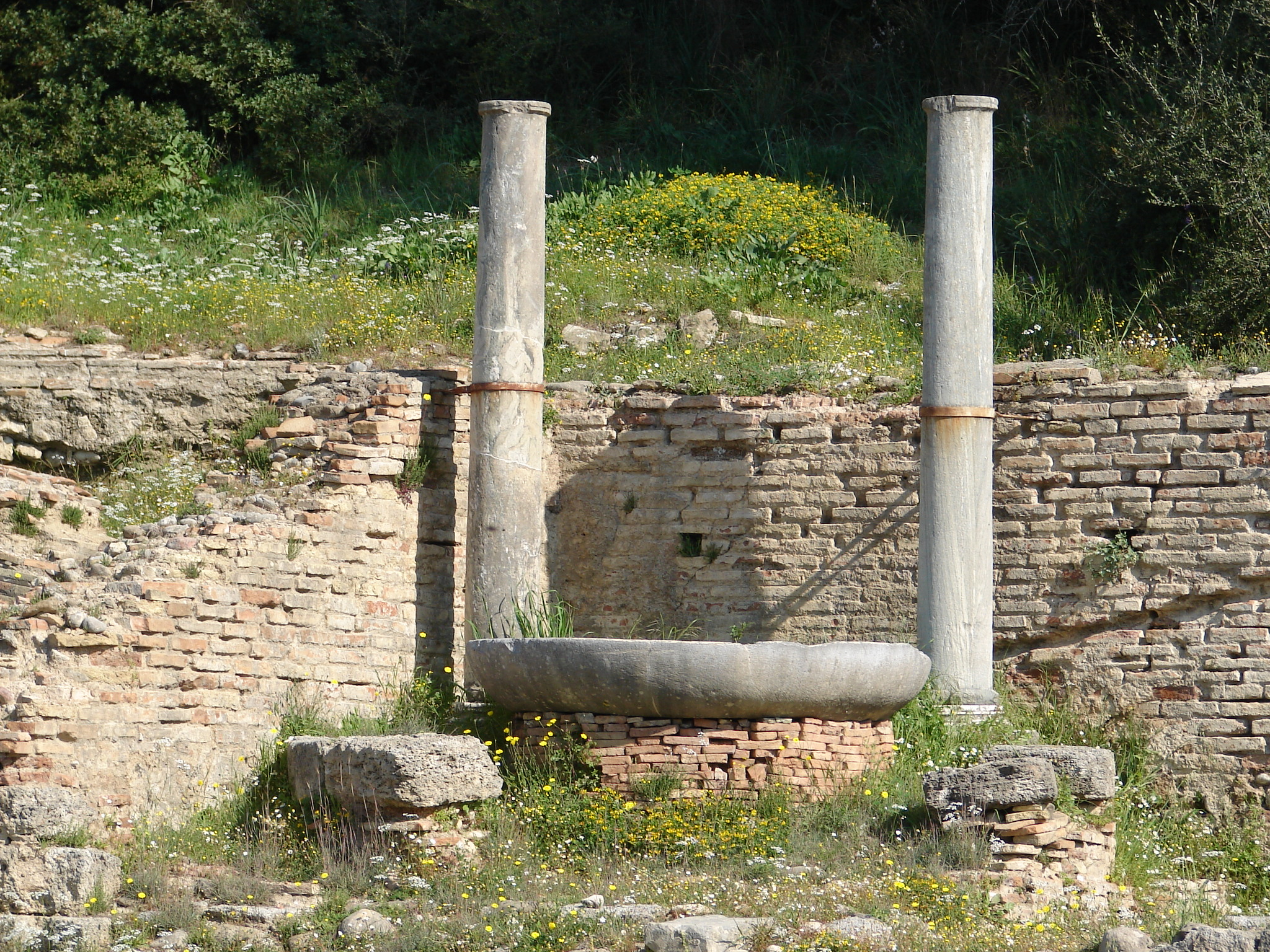
Particolare di fontana romana (ninfeo) nei pressi del braciere olimpico. II secolo a.C.